# Jean-Pierre Levaray
Jean-Pierre Levaray, né le 26 septembre 1955 à Mont-Saint-Aignan (Seine-Maritime), est un ouvrier syndicaliste à la Confédération générale du travail, écrivain libertaire français et militant à la Fédération anarchiste.

## Biographie
Après un BEP de conducteur d’appareils dans l’industrie chimique, il est embauché en 1973 comme ouvrier de fabrication dans une usine chimique de La Grande Paroisse (filiale de Total, désormais appartenant à la firme autrichienne Borealis) au Grand-Quevilly, qu'il quitte pour prendre sa retraite le 1er octobre 2015
.
Dans l’après Mai 1968,  de 1970 à 1974, il est sympathisant de la Gauche prolétarienne.
En 1975 et 1976, il adhère à l’Organisation communiste des travailleurs (Révolution !).
De 1977 à 1981, il participe à la création et à l’animation d’un journal de contre-information sur Rouen et les environs : Allonz’Enfants (antipsychiatrie, écologie) proche du mouvement autonome.
Il rejoint la Fédération anarchiste en 1983, dont il est secrétaire aux relations intérieures en 1990-1991.
Il a créé El Horia en 1983, ainsi que le fanzine et label musical On A Faim! (1985-2000) et Cahier (d'écriture) (1996-2003).
De 2005 à 2015, il tient la chronique « Je vous écris de l'usine » dans le mensuel CQFD.
Il participe à la librairie alternative et libertaire L'Insoumise située à Rouen..
Sa compagne jusqu'en 2006, Virginie Benito, militante de SUD Éducation, a été secrétaire générale de la Fédération anarchiste.

## Théâtre
Le livre Des nuits en bleu a été mis en scène par Marie-Hélène Garnier, pour le CDN - La Foudre de Petit Quevilly en 2006 et a tourné en Normandie mais aussi dans quelques villes de France (Bourges, Bordeaux...). Cette pièce est reprise par la troupe du Théâtre d'en Haut; mise en scène Ludovic Plouze, a tourné de 2013 à 2016 et a reçu plusieurs prix.

## Documentaire
Un documentaire écrit par Rémy Ricordeau et co-réalisé avec Alain Pitten "Putain d'usine" (produit par France 3 Normandie et Nord Pas-De-Calais avec le soutien du Pôle Image Haute Normandie), librement adapté du livre éponyme et dans lequel Jean-Pierre Levaray  figure avec plusieurs de ses collègues. 2006.

## Œuvres
- S'en aller, récit, On a faim !, 1996
- Emile Aubry et la Fédération Rouennaise 1866-1871, Cercle d'études sociales, 1998
- Partir, On a faim !, 2000
- Suzana, chronique d'une vie de sans-papier, Éditions Alternative Libertaire & Monde Libertaire, 2000,  (ISBN 2-903013-65-9).
- Putain d'usine, Éditions de l'Insomniaque, 2002,  (ISBN 2-908744-45-7).
- Après la Catastrophe, Éditions de l'Insomniaque, 2003,  (ISBN 2-908744-38-4).
- Classe fantôme, Le Reflet, 2003,  (ISBN 2-912162-28-9).
- Désertion : plan social, Éditions de l'Insomniaque, 2004,  (ISBN 2-908744-54-6).
- Une année ordinaire, journal d'un prolo, Les Éditions Libertaires, 2005,  (ISBN 2-914980-15-9).
- Des nuits en bleu, Éditions Monde Libertaire, 2006. (ISBN 2-914980-23-X).
- Putain d'usine; suivi de Après la catastrophe; Plan social;, Agone, 2006,  (ISBN 2-7489-0052-9).
- Tranches de chagrin, Éditions de l'Insomniaque, 2006,  (ISBN 2-915694-15-X)
- Non!;encore un fait divers ! : spectacle pour 11-14 ans et plus, Les Éditions Libertaires, 2006  (ISBN 2-914980-39-6).
- Du parti des myosotis, Éditions de l'Insomniaque, 2007,  (ISBN 978-2-915694-22-2) - préface de Nancy Huston
- Tranches de chagrin, Éditions de l'Insomniaque, 2007,  (ISBN 2-915694-15-X).
- Putain d'usine - la B.D., dessins d'Efix, Petit à petit, 2007,  (ISBN 978-2-84949-091-4)
- A quelques pas de l'usine;nouvelles, Éditions Chant d'orties, 2008. (ISBN 978-29530203-2-8).
- Les fantômes du Vieux Bourg (BD), dessins d'Efix, Petit à Petit, 2008. (ISBN 978-2-84949-137-9).
- Tue ton patron Éditions Libertalia, 2010. (ISBN 978-2-918059-10-3).
- Tue ton Patron - Saison 2, Éditions Libertalia 2012. (ISBN 978-2-918059-25-7)
- C'est quoi ce travail ? Éditions Chant d'orties, 2012. (ISBN 978-2-918746-08-9)
- Tue Ton Patron - la BD, dessins d'Efix, Fetjaine, 2012. (ISBN 978-2-35425-280-9)
- Quatre Mares, avec le photographe Alain Lefebvre, Éditions "Au petit Bonheur", 2013
- Faire quelque chose; inspiré de faits réels , roman jeunesse, illustrations Brigitte Roussel, Éditions Chant d'orties, 2015. (ISBN 978-2-918746-20-1)
- Il a également préfacé Barcelone, l'espoir clandestin: les commissions ouvrières de Barcelone de Julio Sanz Oller publié aux éditions du Chien Rouge en 2008,  (ISBN 978-2-916542-08-9).
- Putain d'usine, la bédé est sortie en Espagne, "Puta Fabrica".
- Putain d'usine, le texte, a été publié en Italien, "Maledetta Fabbrica", chez Stampa Alternativa, 2010
- Putain d'usine suivi de Après la catastrophe et Plan social, Agone, coll. « éléments », 2008 et 2013. (ISBN 2-7489-0052-9).
- Putain d'usine 1 et Putain d'usine 2, réédition des deux premiers albums avec Efix, Physalis, 2012. (ISBN 978-2-36640-020-5). (ISBN 978-2-36640-021-2)
- Je vous écris de l'usine, Éditions Libertalia, 2016. (ISBN 978-2-918059-76-9)
- Pour en finir avec l'usine , Union locale CGT du Havre, Editions Libertaires 2016. (ISBN 978-2-919568-70-3)
- Le Havre la rebelle, Éditions Libertalia, 2017. (ISBN 978-2-37729-017-8)
- 1973, Atelier de création libertaire, 2018.  (ISBN 978-2-35104-113-0)
- Putain d'usine : la totale , Petit à petit, 2019.  (ISBN 978-23-8046-008-7)

## Notices
- Notices d'autorité :   - VIAF
  - ISNI
  - BnF (données)
  - IdRef
  - LCCN
  - GND
  - WorldCat
- Ressource relative à la bande dessinée :   - BD Gest'
- Dictionnaire des anarchistes, « Le Maitron » : notice biographique.
- Système universitaire de documentation : publications liées.